# Camptotypus rugosus
Camptotypus rugosus là một loài tò vò trong họ Ichneumonidae.